# Andrzej Miązek
Andrzej Miązek (ur. 16 maja 1964 w Lipianach) – polski piłkarz, obrońca oraz trener piłkarski.
Jest wychowankiem Stali Lipiany. Od roku 1980 reprezentował barwy Pogoni Szczecin. Zadebiutował 12 października 1980 w drużynie juniorów występującej wówczas w lidze międzywojewódzkiej juniorów. Od 1983 włączony został w skład kadry I zespołu Portowców a na boiskach pierwszoligowych zadebiutował w meczu przeciw Wiśle Kraków rozegranym w Krakowie 18 września 1983. Swoją pierwszą i drugą bramkę w I lidze zdobył w meczu z Zagłębiem w Sosnowcu 19 czerwca 1985.
Ogółem w latach 1980–1997 w barwach Pogoni rozegrał 621 spotkań towarzyskich, międzynarodowych, o Puchar Polski i mistrzostwo I i II ligi zdobywając łącznie 11 bramek.
W I lidze zaliczył 257 meczów i zdobył 7 bramek.
Występował również w Odrze Szczecin, Flocie Świnoujście, Victorii 95 Przecław, Redze Trzebiatów (w trzech ostatnich jako grający trener).
We wrześniu 2010 roku Andrzej Miązek został trenerem trzecioligowego Energetyka Gryfino. Zastąpił on na tym stanowisku Jana Juchę.